# Bevaarbaar scheepsmodel

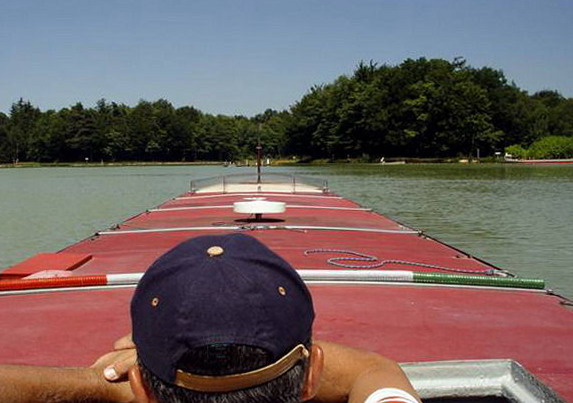
Bevaarbaar scheepsmodel

Een bevaarbaar scheepsmodel is een scheepsmodel dat zo is geconstrueerd dat het ten minste een persoon kan dragen in open water en dat door deze persoon kan worden bestuurd. Het wordt gebruikt voor opleidings- en onderzoeksdoeleinden.

## Toepassing
Om bij de beste resultaten te verkrijgen is het belangrijk dat de modellen op eenzelfde manier reageren als echte schepen. Meestal worden ze op een schaal van 1 : 25 gebouwd. Ook wind, stroming, ondiepten en nauwe vaarwateren worden nagebootst worden om de werkelijkheid zo dicht mogelijk te benaderen.
Modellen worden gebruikt voor onderzoek, bij de constructie van bijvoorbeeld havens, en voor opleiding van zeevarenden. Het doel van opleiding met modellen is zeevarenden vertrouwd te maken met bepaalde manoeuvres en om een beter inzicht te bewerkstelligen in de bewegingen van een schip. Besturing vanaf de brug wordt echter realistischer gesimuleerd met computersimulatie.

## Port Revel
Port Revel in het Franse Grenoble was de eerste opleiding voor loodsen, kapiteins en officieren op schepen van de grote vaart die deze wijze van training aanbood.